# Animal Crossing (Computerspiel)
Animal Crossing (jap. どうぶつの森, Dōbutsu no Mori, wörtlich: „Wald der Tiere“) ist der erste Teil der Animal-Crossing-Videospielserie und wurde am 14. April 2001 in Japan für den Nintendo 64 veröffentlicht. Mit einigen technischen Verbesserungen erschien das Spiel unter dem Titel Dōbutsu no Mori+ (どうぶつの森+) am 15. Dezember des gleichen Jahres für den Nintendo GameCube. Diese Version wurde am 16. September 2002 schließlich in den USA veröffentlicht und erreichte am 24. September 2004 auch Europa.

## Spielprinzip
Zu Beginn sitzt der Spieler in einem Zug und begegnet dort Olli, der einem diverse Fragen stellt, über die der Name und das Geschlecht des Spielers sowie der Name des Dorfes festgelegt werden. Hat der Zug das Dorf erreicht, wird man sogleich von Tom Nook begrüßt. Er wundert sich, dass der Spieler in ein Dorf gezogen sei, ohne sich vorher um eine Bleibe gekümmert zu haben, und bietet ihm ein Haus zum Verkauf an. Da nicht genügend Geld vorhanden ist, um das Haus zu bezahlen, muss der Spieler bei Tom Nook aushelfen und diverse Aufgaben für ihn erledigen. So kann er die Schulden für das Haus nach und nach abbezahlen.
Im weiteren Spielverlauf lässt sich das Haus mehrfach vergrößern, was stets eine gewisse Summe an Sternis kostet. Um diese zu bezahlen, kann der Spieler mit einem Kescher Insekten fangen, mit einer Angelrute Fische angeln, Fossilien aufgraben oder Obst sammeln und dieses bei Tom Nook im Laden verkaufen.
Zusätzlich besitzt der Spieler die Möglichkeit, in der Schneiderei neue Kleidungsstücke zu kaufen und sein Aussehen individuell zu gestalten. Auch die Stadt kann über Blumen und neu gepflanzte Bäume bzw. das Fällen von Bäumen umgestaltet werden.
Im Dorf wohnen sechs Bewohner, die allesamt Tiere sind. Mit ihnen kann sich der Spieler unterhalten, Tauschgeschäfte abschließen, spielen oder weitere Interaktionen durchführen. Hin und wieder kann es dazu kommen, dass ein Bewohner aus dem Dorf auszieht. Bald darauf zieht in der Regel ein neuer Bewohner in das Dorf ein. Die Bewohner unterhalten sich auch untereinander, ohne dass der Spieler aktiv eingreift.
Das Spiel besitzt kein direktes Spielziel, sondern ein offenes Ende. Alle Geschehnisse basieren auf der internen Zeit der Konsole. Viele echte Feste wie z. B. Heiligabend oder Halloween werden auch bei Animal Crossing gefeiert.

## Rezeption
Das deutsche Online-Spielemagazin 4Players testete die Version für Nintendo GameCube und lobte unter anderem eine charmante Präsentation, vorbildliche Lokalisierung und das Spielgeschehen in Echtzeit, während die Technik, eine sehr kindliche Aufmachung und fehlende Sprachausgabe kritisiert wurden und vergab eine Wertung von 85 %.
Der Spieleratgeber-NRW erwähnte ebenfalls die auf ältere Spieler zunächst abschreckend wirkende Spielwelt und kritisierte die für Kinder zu hohe Textlastigkeit des Spiels, lobte aber eine freundliche, kunterbunte Tier- und Fabelwelt.